# Kurnakovite
La kurnakovite è un idroborato di magnesio rinvenuto per la prima volta presso la miniera di Indersk, Kazakistan occidentale, nel 1938. Deve il suo nome al mineralogista russo Nikolai S. Kurnakov (1860-1941).